# Helmuth Borck
Helmuth Adolf Heinrich Borck, auch Helmut (Adolf Heinrich) Borck (* 26. Juni 1863 in Kröpelin; † 5. Juli 1933 in Redderstorf bei Bad Sülze) war ein deutscher Mediziner, Gutsbesitzer und mecklenburgischer Agrarfunktionär.

## Leben
Helmuth Borck war jüngerer Sohn des Gerichtsaktuars und -sekretärs Heinrich Borck (* 1827). Er studierte ab 1883 Medizin an der Universität Rostock und wurde 1884 Mitglied des späteren Corps Visigothia in Rostock. Er wechselte an die Ludwig-Maximilians-Universität München und kehrte 1886 an die Rostocker Universität zurück, wo er 1889 die ärztliche Approbation erhielt und 1890 mit seiner Dissertation Ueber die Heilbarkeit maligner Neubildungen des Oberschenkelknochens durch die Exarticulation der unteren Extremität im Hüftgelenke zum Dr. med. promoviert wurde. Borck machte seine chirurgische Facharztausbildung von 1889 bis 1894 als Assistenzarzt an der chirurgischen Klinik Rostock. 1894 ließ er sich als Facharzt für Chirurgie in Rostock nieder und begründete zugleich eine Privatklinik in Rostock, die er bis 1908 führte. 
Ab 1909 bis zu seinem Tod war er Arzt und Besitzer des Allodialgutes Redderstorf bei Bad Sülze, wo er sich als Pferdezüchter in der Aufzucht von Remonten einen Namen machte. Das von ihm 1909 auf den Fundamenten des Vorgängerbaus neu errichtete Gutshaus in Redderstorf steht unter Denkmalschutz. Im Ersten Weltkrieg war Borck Verwalter der Rot-Kreuz-Lazarette in Rostock. Als Rittergutsbesitzer war er nach dem Ersten Weltkrieg Präsident der Mecklenburgischen Landwirtschaftskammer. An seiner Beisetzung nahm der ehemalige Großherzog Friedrich Franz IV. von Mecklenburg-Schwerin persönlich teil.

## Schriften
- Ueber die Heilbarkeit maligner Neubildungen des Oberschenkelknochens durch die Exarticulation der unteren Extremität im Hüftgelenke. Buchdr. v. Horn, Kröpelin 1890. Zugl. Rostock, Med. Diss. 1890